# 豊田天功
豊田 天功（とよだ てんこう、文化2年（1805年） - 文久4年1月21日（1864年2月28日））は、幕末の水戸学者である。水戸藩彰考館総裁。『大日本史』の完成に大きく貢献した。名は亮、幼名は丑松、のち彦次郎、号は松岡、晩翠。天功は字。

## 生涯
庄屋豊田信卿の次男として、久慈郡坂之上村（現在の茨城県常陸太田市）に生まれる。幼年時より漢詩を誦すなど、早くからその才を広く知られ、14歳のとき、青藍舎に入門して藤田幽谷の門人となった。翌年、幽谷の子・藤田東湖とともに江戸に出て、亀田鵬斎・太田錦城に儒学を学び、岡田十松に剣術を学んだ。文政3年（1820年）に彰考館見習いとなり『大日本史』編纂事業に携わった。19歳のときに『禦虜対』を著したが、その名声は江戸彰考館まで広まったとされる。文政10年（1827年）、「不心得」との理由で郷里にて蟄居させられたが、盟友・藤田東湖の計らいで水戸藩主徳川斉昭に認められたという。
天保3年（1832年）に大門村（現在の茨城県常陸太田市）の黒羽資満の次女万と結婚し、翌天保4年（1833年）に『中興新書』を著して藩主徳川斉昭に上呈し、藩政改革の成否は人材登用にあると訴えた。天保12年（1841年）、再び彰考館に入って『大日本史』編纂事業に従事した。翌年、『仏事志』を著したが、わずか80日間で書き上げて注目された。ペリー来航後は、常に西洋諸国の脅威と警戒の重要性を説き、斉昭の攘夷論・海防論に学者としての知的裏付けをした。安政3年（1856年）、彰考館総裁に就任し、『大日本史』の志・表の編纂を主宰した。「食貨志」「兵志」「刑法志」を脱稿したが、完成を見ないまま病没した。
長男の小太郎（豊田香窓）は、藤田東湖の姪である豊田芙雄と結婚。

## 年譜
- 1805年 久慈郡坂之上村（現在の茨城県常陸太田市）に生まれる。
- 1818年 青藍舎に入門して藤田幽谷の門人となる。
- 1819年 藤田東湖とともに江戸に出る。
- 1820年 彰考館見習いとなる。
- 1827年 蟄居させられる。
- 1832年 万と結婚とする。
- 1833年 『中興新書』を著す。
- 1841年 再び彰考館に入る。
- 1842年 『仏事志』を著す。
- 1856年 彰考館総裁となる。
- 1864年 病没。享年60。
- 1902年 従四位を追贈された[1]。

## 著書
- 『禦虜対』
- 『中興新書』
- 『仏事志』
- 『防海新策』
- 『北島志』